# Демич, Александр Иванович
Александр Иванович Де́мич (21 декабря 1899 (3 января 1900), Российская империя — 23 февраля 1977, Ленинград, СССР) — советский актёр театра и кино, режиссёр и педагог. Народный артист РСФСР (1966).

## Биография
Александр Иванович Демич родился 21 декабря 1900 (3 января 1901 — по новому стилю) года. В 1926 году окончил Высшие экспериментальные мастерские В. Мейерхольда.
В 1926—1929 годах работал в театре «Синяя блуза». В 1929—1933 годах играл в Московском драматическом театре Корша, в 1933—1936 годах — в Центральном театре Красной Армии, в 1936—1939 годах — в Театре им. М. Н. Ермоловой.
В 1937 году был арестован. 1939—1955 годах отбывал срок на Колыме. Выступал в спектаклях Магаданского музыкально-драматического театра имени М. Горького.
После освобождения решил не возвращаться в Москву и переехал в Куйбышев. Реабилитирован в 1957 году. В 1957—1975 годах играл в Куйбышевском драматическом театре. С 1960 года преподавал мастерство актёра в студии при театре. Выступал как режиссёр. Снимался в кинолентах Куйбышеской студии телевидения.
Последние два года играл в Ленинградском театре Комедии.
Умер 23 февраля 1977 года в Ленинграде на 77-м году жизни, похоронен на Северном кладбище.

### Семья
- Сын — актёр театра и кино Юрий Александрович Демич (1948—1990), заслуженный артист РСФСР.
  - Внук — актёр театра и кино Александр Юрьевич Демич (р. 1970)

## Награды и премии
- Заслуженный артист РСФСР (13.05.1960).
- Народный артист РСФСР (4.04.1966).

## Работы в театре

### Актёр
- «Милый лжец» Д. Килти — Шоу
- «Цилиндр» Э. Де Филиппо — Аттилио
- «Живой труп» Л. Н. Толстого — Федя Протасов
- «Смерть Иоанна Грозного» А. К. Толстого — Иван Грозный
- «Третья патетическая» Н. Погодина и «Шестое июля» М. Шатрова — Ленин
- «Беспокойная старость» Л. Рахманова — Полежаев
- «Ричард III» В. Шекспира — Эдуард IV
- «Настасья Филипповна» по роману Ф. Достоевского «Идиот» — Епанчин
- «Рождество в доме сеньора Купьелло» Э. Де Филиппо
- «Сонет Петрарки» Н. Погодина
- «Вдовец» А. Штейна

### Режиссёр
- 1948 — «Жорж Данден»
- 1948 — «Лекарь поневоле» Мольера
- 1949 — «Женитьба Бальзаминова» Островского
- 1954 — «Иван Рыбаков» Гусева
- 1954 — «История одной любви» Симонова

## Фильмография
- 1936 — Борцы — радиокомментатор судебного процесса
- 1964 — Старик в потёртой шинели (короткометражный) — В. И. Ленин
- 1965 — Лесной дождь (короткометражный) — первый хозяин Дина
- 1969 — Тревожные ночи в Самаре — Владимир Петрович, главврач